# (2672) Písek
(2672) Písek es un asteroide perteneciente al cinturón de asteroides, descubierto el 31 de mayo de 1979 por Jaroslav Květoň desde el Observatorio Kleť, České Budějovice, República Checa.

## Designación y nombre
Designado provisionalmente como 1979 KC. Fue nombrado Písek en homenaje a Písek ciudad de la República Checa.